# Selles-Saint-Denis
Selles-Saint-Denis és un municipi francès, situat al departament del Loir i Cher i a la regió de Centre – Vall del Loira. L'any 2007 tenia 1.213 habitants.

## Demografia

### Població
El 2007 la població de fet de Selles-Saint-Denis era de 1.213 persones. Hi havia 516 famílies, de les quals 174 eren unipersonals (81 homes vivint sols i 93 dones vivint soles), 169 parelles sense fills, 149 parelles amb fills i 24 famílies monoparentals amb fills.
La població ha evolucionat segons el següent gràfic:
Habitants censats

### Habitatges
El 2007 hi havia 678 habitatges, 536 eren l'habitatge principal de la família, 85 eren segones residències i 57 estaven desocupats. 663 eren cases i 12 eren apartaments. Dels 536 habitatges principals, 388 estaven ocupats pels seus propietaris, 123 estaven llogats i ocupats pels llogaters i 25 estaven cedits a títol gratuït; 4 tenien una cambra, 26 en tenien dues, 111 en tenien tres, 160 en tenien quatre i 235 en tenien cinc o més. 400 habitatges disposaven pel capbaix d'una plaça de pàrquing. A 249 habitatges hi havia un automòbil i a 220 n'hi havia dos o més.

### Piràmide de població
La piràmide de població per edats i sexe el 2009 era:
| Homes | Edats   | Dones |
| ----- | ------- | ----- |
| 4     | 95 o +  | 4     |
| 4     | 90 a 94 | 12    |
| 12    | 85 a 89 | 16    |
| 28    | 80 a 84 | 20    |
| 28    | 75 a 79 | 28    |
| 36    | 70 a 74 | 60    |
| 32    | 65 a 69 | 40    |
| 16    | 60 a 64 | 24    |
| 40    | 55 a 59 | 16    |
| 32    | 50 a 54 | 52    |
| 40    | 45 a 49 | 24    |
| 40    | 40 a 44 | 40    |
| 64    | 35 a 39 | 40    |
| 24    | 30 a 34 | 36    |
| 40    | 25 a 29 | 48    |
| 16    | 20 a 24 | 24    |
| 64    | 15 a 19 | 32    |
| 36    | 10 a 14 | 40    |
| 32    | 5 a 9   | 20    |
| 20    | 0 a 4   | 32    |

## Economia
El 2007 la població en edat de treballar era de 729 persones, 531 eren actives i 198 eren inactives. De les 531 persones actives 478 estaven ocupades (257 homes i 221 dones) i 53 estaven aturades (21 homes i 32 dones). De les 198 persones inactives 93 estaven jubilades, 41 estaven estudiant i 64 estaven classificades com a «altres inactius».

### Ingressos
El 2009 a Selles-Saint-Denis hi havia 559 unitats fiscals que integraven 1.215 persones, la mediana anual d'ingressos fiscals per persona era de 18.455,5 €.

### Activitats econòmiques
Dels 51 establiments que hi havia el 2007, 1 era d'una empresa extractiva, 2 d'empreses alimentàries, 1 d'una empresa de coc i refinatge, 1 d'una empresa de fabricació d'elements pel transport, 6 d'empreses de fabricació d'altres productes industrials, 9 d'empreses de construcció, 8 d'empreses de comerç i reparació d'automòbils, 2 d'empreses de transport, 4 d'empreses d'hostatgeria i restauració, 1 d'una empresa financera, 1 d'una empresa immobiliària, 7 d'empreses de serveis, 5 d'entitats de l'administració pública i 3 d'empreses classificades com a «altres activitats de serveis».
Dels 15 establiments de servei als particulars que hi havia el 2009, 1 era una oficina de correu, 1 una oficina bancària, 2 tallers de reparació d'automòbils i de material agrícola, 3 paletes, 3 guixaires pintors, 1 fusteria, 2 lampisteries, 1 perruqueria i 1 restaurant.
Dels 4 establiments comercials que hi havia el 2009, 1 era una botiga de més de 120 m², 1 una botiga de menys de 120 m², 1 una fleca i 1 una botiga de roba.
L'any 2000 a Selles-Saint-Denis hi havia 14 explotacions agrícoles que ocupaven un total de 657 hectàrees.

## Equipaments sanitaris i escolars
El 2009 hi havia una escola elemental integrada dins d'un grup escolar amb les comunes properes formant una escola dispersa.

## Poblacions més properes
El següent diagrama mostra les poblacions més properes.